# Olesia Biezugłowa
Olesia Pawłowna Biezugłowa (ros. Олеся Павловна Безуглова; ur. 17 grudnia 2003) – rosyjska zapaśniczka startująca w stylu wolnym. 
Zajęła siódme miejsce na mistrzostwach Europy w 2024. Trzecia na ME U-23 w 2024, a także na ME kadetek w 2017 roku.
Mistrzyni Rosji w 2024 roku.